# Claude Roy (Autor)

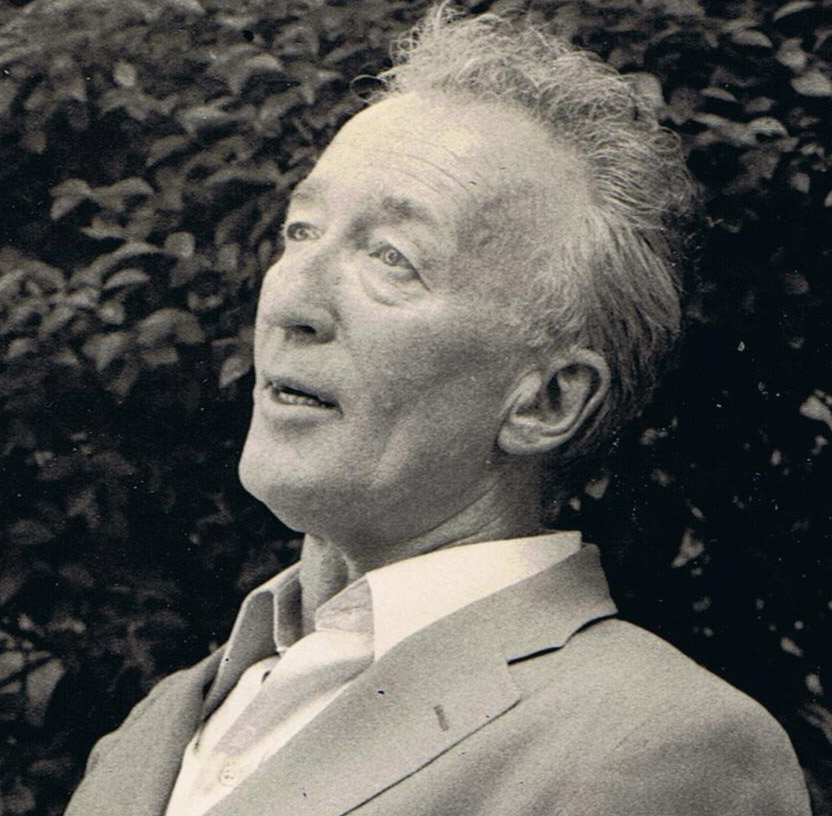
Claude Roy

Claude Roy (* 28. August 1915 in Paris; † 13. Dezember 1997 ebenda) war ein französischer Autor, Journalist und Übersetzer.

## Leben und Wirken
Roy war der Sohn des Malers Felicien Roy (1872–1947). Seine Schulzeit absolvierte er am Lycée Montaigne, später wechselte er an das Lycée d’Angoulême. Während diesen Jahren verbrachte er oft seine Ferien in Jarnac (Département Charente) und schloss dort Freundschaft mit François Mitterrand. Später begann er an der Universität Bordeaux zu studieren und 1935 wechselte er an die Universität von Paris um Rechtswissenschaften zu studieren.
Parallel zu seinen Studien interessierte sich Roy für die Philosophie Lenins, Nietzsches und Spenglers und begeisterte sich auch für die Werke Baudelaires, Gides und Prousts. Während seines Studiums machte er auch die Bekanntschaft der Camelots du roi, interessierte sich für die Politik der Action française und schloss sich der Fédération nationale des étudiants d’action française an.
Zusammen mit Pierre de Bénouville, André Bettencourt und François Mitterrand traf er sich immer wieder im Konvent der Maristenpatres (6. Arrondissement) mit Vertretern der Cagoule (Organisation secrète d’action française). Während dieser Zeit begann Roy erste Artikel in den Zeitschriften Nouvelle Revue Française und Revue du siècle zu veröffentlichen. Zusammen mit Robert Brasillach u. a. konnte er auch im Je suis partout veröffentlichen und diese standen dem Rechtsextremismus noch nahe.
Bei Ausbruch des Zweiten Weltkriegs absolvierte Roy seinen Militärdienst. Im Juni 1940 geriet er in Kriegsgefangenschaft und konnte im Oktober desselben Jahres in die Zone libre flüchten. Ab Frühjahr 1941 unterstützte Roy die Résistance, wo er u. a. mit Louis Aragon, Jean Giraudoux und Elsa Triolet zusammenarbeitete.
Roy ließ sich 1943 von Triolet überreden, Mitglied der Parti communiste français (PCF) zu werden. Während der Befreiung von Paris gehörte Roy der Forces françaises de l’intérieur (FFI) an. Als Journalist begleitete Roy im April 1945 Einheiten der British Army, welche das KZ Bergen-Belsen befreite.
Nach Kriegsende begann Roy für die Zeitschriften Combat und Libération zu schreiben. Er berichtete u. a. vom Aufstand in Ungarn und distanzierte sich danach vom Kommunismus. Ab 1957 schrieb er regelmäßig für den France Observateur und stand der französischen Politik immer kritisch gegenüber. Er lehnte die „Französische Doktrin“ ab und gehörte im September 1960 zu den Unterzeichnern des Manifests der 121.
1958 ließ sich die Schauspielerin Loleh Bellon (1925–1999) von ihrem Ehemann Jorge Semprun scheiden und heiratete wenige Wochen später in Paris Claude Roy.
Claude Roy erlag am 13. Dezember 1997 seinem Krebsleiden in Paris und fand dort auch seine letzte Ruhestätte.

## Ehrungen
- 1945: Croix de guerre
- 1951: Prix Fénéon für La poète mineur
- 1969: Prix littéraire Valery Larbaud für Le verbe Aimer et autres essais
- 1985: Prix Goncourt de la Poésie
- 1988: Grand Prix des P.E.N. Clubs
- 1990: Prix France Culture für L'étonnement du voyageur

## Werke (Auswahl)
Autobiographisches
- Somme toute. Gallimard, Paris 1980/82 (3 Bde.)

1. Mois je. 1980.
2. Nous. 1980.
3. Somme toute. 1982.

- Journal intime. Gallimard, Paris 1984/1997 (6 Bde.)

1. Permis de séjour. 1977–1982.
2. La fleur du temps. 1983–1987.
3. L'étonnement du voyageur. 1987–1989.
4. Le rivage des jours. 1990–1991.
5. Les rencontres des jours. 1992–1993.
6. Chemins croisés. 1994–1995.

Kinderbücher
- Mères et petits.[1]
- La maison quis'envole.
- Proverbes par tout les bouts.
- Les animaux très sagaces.
- Les coupes en dessous.
- Désiré bienvenu.

Kunstwissenschaftliches
- L'art à la source. Paris 1992.

1. Arts premiers, arts sauvages.
2. Arts baroqies, arts classiques, arts fantastiques.

- Descriptions critiques. Paris

1. Descriptions critiques.
2. Le commerce des classiques.
3. L'amour de la peinture.
4. Le main heureuse.
5. L'homme en question.

- Modigliani. Biographisch-kritische Studie (= Der Geschmack unserer Zeit. 23). Skira, Genf 1958.
- Daumier. Biographisch-kritische Studie. (= Der Geschmack unserer Zeit. 50). Skira, Genf 1971.

Literaturwissenschaftliches
- Aragon. (= Poètes d'aujourd'hui. 2). Seghers, Paris 1945.
- Lire Marivaux. La Baconnière, Paris 1947.
- Stendhal par lui-même. Le Seuil, Paris 1951.
- La vie de Victor Hugo. Racontée par lui-même. Julliard, Paris 1958.
- Supervielle. Seghers, Paris 1981, ISBN 2-221-50245-0.
- Jean Vilar. Calmann-Lévy, Paris 1987.
- L'ami qui venait de l'an mil. Su Dongpo (1037–1101) (L'un et l'autre). Gallimard, Paris 1993, ISBN 2-07-073803-5.

Lyrik
- Clair comme le jour.
- L'elegie des lieux communs.
- Enfantasques.
- Le noir de l'aube.
- Le pas du silence.

Reiseimpressionen
- Clefs pour l'Amerique. Trois Collines, Paris 1947.
- Clefs pour la Chine. Gallimard, Paris 1953.
- Le journal des voyages. Gallimard, Paris 1960.
- La France de Profil. La guilde du livre, Paris 1952.
- La Chine dans une miroir. La guilde du livre, Paris 1952.

Romane
- La nuit est le manteau des pauvres. Gallimard, Paris 1949, ISBN 2-07-027343-1 (EA Paris 1949).
- À tort ou à raison. Gallimard, Paris 1955.
- Le soleil sur la terre. Gallimard, Paris 1968 (EA Paris 1956).
- La malheur d'aimer. Gallimard, Paris 1974, ISBN 2-07-036580-8.
- Léone et les siens. Gallimard, Paris 1963.
  - deutsch: Léone. Herbig, München 1968.
- La Dérobée. Gallimard, Paris 1968.
- La traversée du pont des arts. Gallimard, Paris 1983, ISBN 2-07-037500-5.
- L'ami lointain. Gallimard, Paris 1990, ISBN 2-07-070873-X.

Theaterstücke
- Le chariot de terre cuite.[2] Paris 1988 (EA Paris 1969)
- Honi soit qui mal y pense.[3] Paris 1973.